# 森塞特港

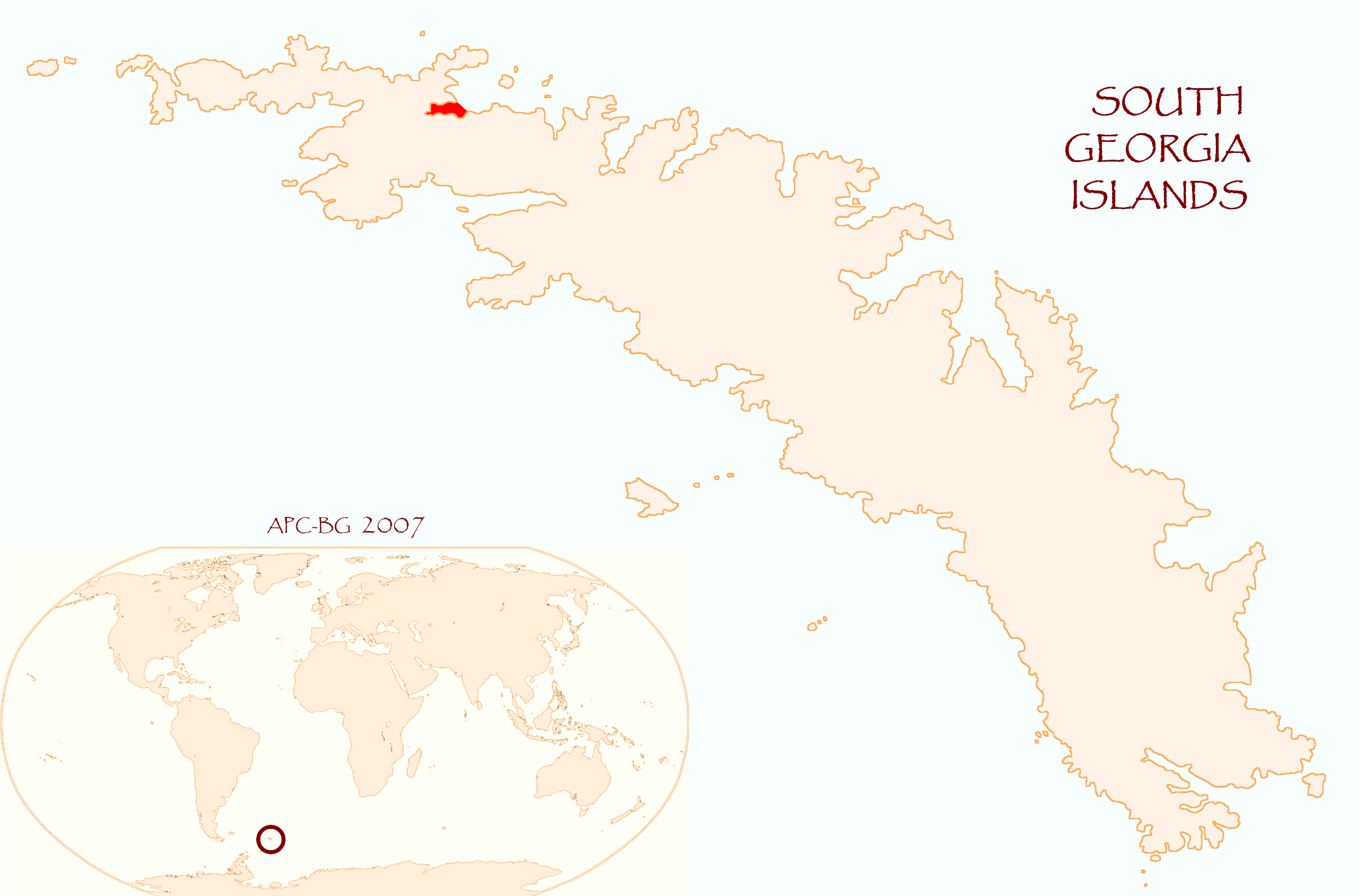
森塞特港在南喬治亞島的位置

森塞特港（英語：Sunset Fjord）是南極洲的海港，位於英國海外領土南喬治亞島，處於島嶼灣西南端，寬1.6公里，由美國的鳥類學家繪入地圖。